# Ниддеса
Ниддеса (นิเทฺทส, "толкование") — одиннадцатый текст Кхуддака-никаи, представляет собой собрание комментариев на Сутта-нипату, содержащих не только истолкования дхаммы, но и результаты исследований грамматики и лексикологии.
Ниддеса состоит из двух частей: Маханиддеса, комментарий на Аттхакаваггу Сутта-Нипаты, и Чуланиддеса, комментарий на Параянаваггу и Кхаггависана-сутту Сутта-нипаты.

## Состав
- Маханиддеса (тай.มหานิเทฺทสปาฬิ):
- 1. Камасуттаниддеса
- 2. Гухаттхакасуттаниддеса
- 3. Дуттхаттхакасуттаниддеса
- 4. Суддхаттхакасуттаниддеса
- 5. Параматтхакасуттаниддеса
- 6. Джарасуттаниддеса
- 7. Тиссаметтеййасуттаниддеса
- 8. Пасурасуттаниддеса
- 9. Магандиясуттаниддеса
- 10. Пурабхедасуттаниддеса
- 11. Калахавивадасуттаниддеса
- 12. Чулавиюхасуттаниддеса
- 13. Махавиюхасуттаниддеса
- 14. Туваттакасуттаниддеса
- 15. Аттадандасуттаниддеса
- 16. Сарипуттасуттаниддеса
- Чуланиддеса (тай.จูฬนิเทฺทสปาฬิ):
- 1. Параянавагга
- 2. Параяннаваггониддеса
- 3. Кхаггависанасутта